# Lebinthus ambonensis
Lebinthus ambonensis är en insektsart som beskrevs av Robillard 2010. Lebinthus ambonensis ingår i släktet Lebinthus och familjen syrsor. Inga underarter finns listade i Catalogue of Life.